# Néophyte de Chypre
Néophyte de Chypre, saint Néophyte, Néophyte le Reclus (grec : Άγιος Νεόφυτος ο Έγκλειστος; 1134-1214) est un moine, prêtre et parfois ermite chypriote orthodoxe, dont les écrits ont conservé une histoire des premières croisades. « Il est considéré comme l'une des figures les plus importantes de l'Église de Chypre. »

## Héritage
Le monastère Saint-Néophyte a été nommé en son honneur. 